# Strømgenerator
En strømgenerator - engelsk: "current source" (ofte benævnt som en Norton-generator) er et elektronisk kredsløb, som kan levere en given strøm uanset belastningen.
Strømgeneratorer anvendes ofte i teoretiske analyser af elektronikkredsløb og opfattes her som ideelle strømgeneratorer, dvs kredsløb med en uendelig høj tomgangsspænding og indre modstand.